# Hitoshi Sato
Hitoshi Sato (佐藤 仁, Satō Hitoshi, Akita, 3 de outubro de 1962) é um ex-ciclista olímpico japonês. Sato representou seu país durante os Jogos Olímpicos de Verão de 1984, em Los Angeles. Também foi um ciclista profissional keirin.